# Plage (芸能事務所)
Plage（プラージュ）は東京都港区にある芸能プロダクション。

## 概要
2019年設立。

## 所属者

### 俳優
- 石橋静河
- 佐藤ケイ
- 竹内友梨

### クリエイター
- 石田航（写真家）

## 過去の所属者
- 竹厚綾